# Teófilo Braga

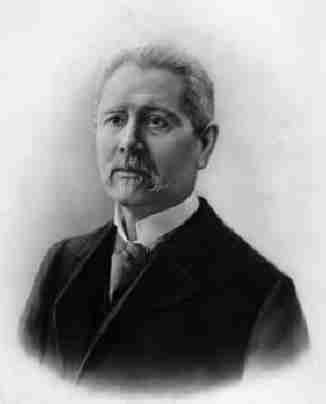
Teófilo Braga ten tijde van zijn presidentschap.

Joaquim Teófilo Fernandes Braga (Ponta Delgada, 24 februari 1843 - Lissabon, 28 januari 1924) was een Portugees literaat en staatsman. Hij was de eerste president in de Portugese geschiedenis. Van 1910 tot 1911 en voor korte tijd in 1915 was hij president van zijn land.

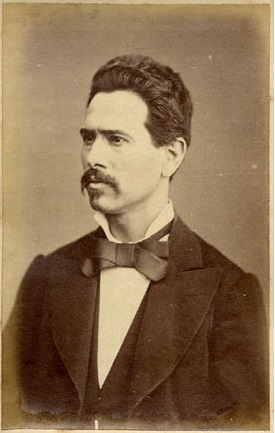
Teófilo Braga in 1882.

## Levensloop
In zijn jeugd werd Braga geconfronteerd met de vroege dood van zijn moeder. Hij studeerde rechtswetenschappen aan de Universiteit van Coimbra, waarna hij in 1868 rechten ging studeren. In 1872 werd Braga professor Literatuur aan de Universiteit van Lissabon.
Het was in deze periode dat Braga een reeks publicaties deed over de geschiedenis van de Portugese literatuur. Ook schreef hij vier gedichtenbundels. In zijn werk steunde hij de filosoof Auguste Comte en voerde in de filosofische discussie in Portugal het positivisme in. 
Hij was een overtuigde aanhanger van een republiek en stond voor een consequente antiklerikale politiek. Dit laatste bevestigde hij in een essay over de kerk (De Kerk en de Moderne Beschaving - in het Portugees A Igreja e a Civilização Moderna). In 1879 publiceerde hij het artikel Positieve Oplossingen van de Portugese Politiek (Soluções Positivas da Política Portuguesa), waarin hij ijverde voor de afschaffing van de monarchie en de oprichting van de republiek. 
In 1888 werd Braga als eerste republikein in de Portugese geschiedenis verkozen in het Portugees parlement.
In januari 1910 steeg hij op in het partijbestuur van de Portugese Republikeinse Partij en werd lid van het politiek directorium van de partij. In augustus 1910 werd hij voor deze partij verkozen tot gemeenteraadslid van Lissabon. Na de val van de monarchie werd Braga op 5 oktober 1910 benoemd tot de eerste president van Portugal. Als hoofd van een voorlopige regering werd hij ook premier van Portugal.
Het doel van zijn regering was om een republikeinse grondwet op te stellen, wat ervoor zorgde dat Braga een overgangspresident was. In 1911 werd de Grondwetgevende Vergadering verkozen die een grondwet opstelde. In deze grondwet stond dat de Portugese president verkozen moest worden door het parlement. Dit zorgde ervoor dat Braga op 4 september 1911 zijn mandaat van premier en president moest doorgeven aan respectievelijk João Chagas en Manuel de Arriaga.
In 1915 kende de republiek een eerste grote crisis. De grondwet had de president niet de bevoegdheid gegeven om het parlement te ontbinden en het partijlandschap was intussen versplinterd. In het parlement zetelden er intussen een groot aantal politieke partijen en het was erg moeilijk geworden om een regeringsmeerderheid te verkrijgen. President de Arriaga zag zich hierdoor verplicht om een militair, generaal Joaquim Pimenta de Castro, aan te stellen tot de nieuwe premier. Op 25 januari 1915 pleegde die een staatsgreep door het parlement te ontbinden, de grondwet buiten werking te stellen en door dictatorisch te regeren (de zogenaamde Dictatuur van de Zwaarden). De Arriaga bleef echter president. Op 14 mei 1915 werd de dictatuur van Pimenta de Castro beëindigd door een opstand van democratisch-republikeinse krachten. President de Arriaga, die Pimenta de Castro tot premier benoemd had, voelde zich gecompromitteerd en trad daarom af als president. Vervolgens werd Braga nogmaals benoemd tot overgangspresident. Nadat Bernardino Machado door het parlement verkozen werd tot de nieuwe president, eindigde op 5 oktober 1915 zijn tweede presidentschap.
Braga was gehuwd en had twee kinderen, van wie er één kort na de geboorte overleed.
Manuel de Arriaga · Teófilo Braga · Bernardino Machado · Sidónio Pais · João do Canto e Castro · António José de Almeida · Manuel Teixeira Gomes · Bernardino Machado · Mendes Cabeçadas · Gomes da Costa · António Óscar Carmona · António de Oliveira Salazar · Francisco Craveiro Lopes · Américo Tomás · António de Spinola · Francisco da Costa Gomes · António Ramalho Eanes · Mário Soares · Jorge Sampaio · Aníbal Cavaco Silva · Marcelo Rebelo de Sousa
- Bibsys: 9018451
- Biblioteca Nacional de España: XX1265318
- Bibliothèque nationale de France: cb12025206p (data)
- Catàleg d'autoritats de noms i títols de Catalunya: 981058527330606706
- CiNii: DA07372138
- Gemeinsame Normdatei: 115690158
- International Standard Name Identifier: 0000 0001 1026 9693
- Library of Congress Control Number: n82211626
- Nationale Bibliotheek van Tsjechië: ola2002153754
- Nationale bibliotheek van Australië: 35187595
- Nationale Bibliotheek van Israël: 987007272655805171
- Nederlandse Thesaurus van Auteursnamen: 069969124
- Réseau des bibliothèques de Suisse occidentale: 02-A003036538
- Istituto Centrale per il Catalogo Unico: MILV017737
- SNAC: w6v41z38
- Système universitaire de documentation: 02841201X
- Trove: 857199
- Virtual International Authority File: 54161310
- WorldCat: E39PBJktvxwgMvHtPMfgB3R3Qq